# Gmina Kohila
Gmina Kohila (est. Kohila vald) – gmina wiejska w Estonii, w prowincji Rapla.
Skład gminy:
- Alev: Kohila.
- Alevik: Aespa, Hageri i Prillimäe.
- Wsie: Aandu, Adila, Angerja, Hageri, Kadaka, Lohu, Loone, Lümandu, Masti, Mälivere, Pahkla, Pihali, Pukamäe, Põikma, Rabivere, Rootsi, Salutaguse, Sutlema, Urge, Vana-Aespa, Vilivere.

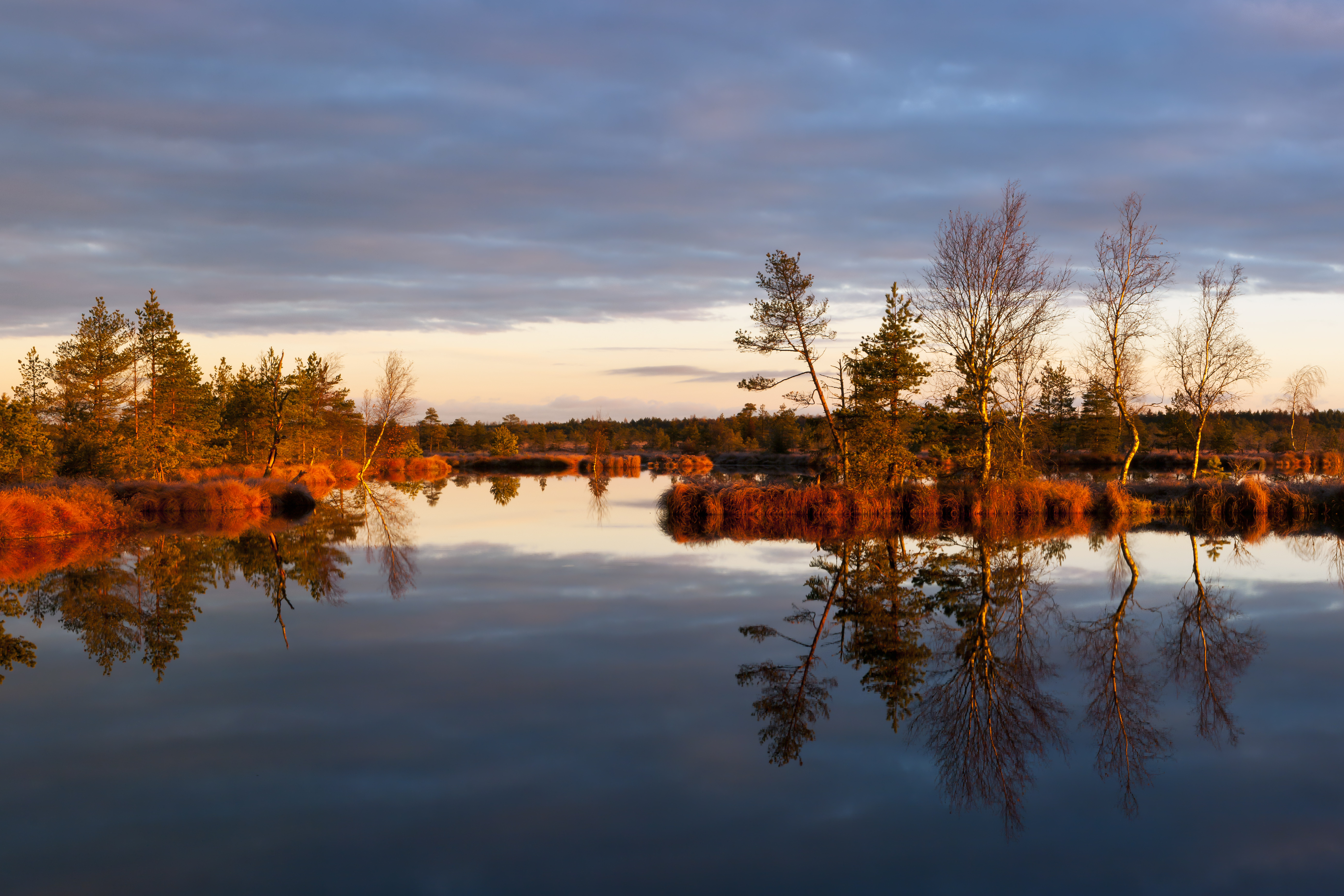
Rabivere
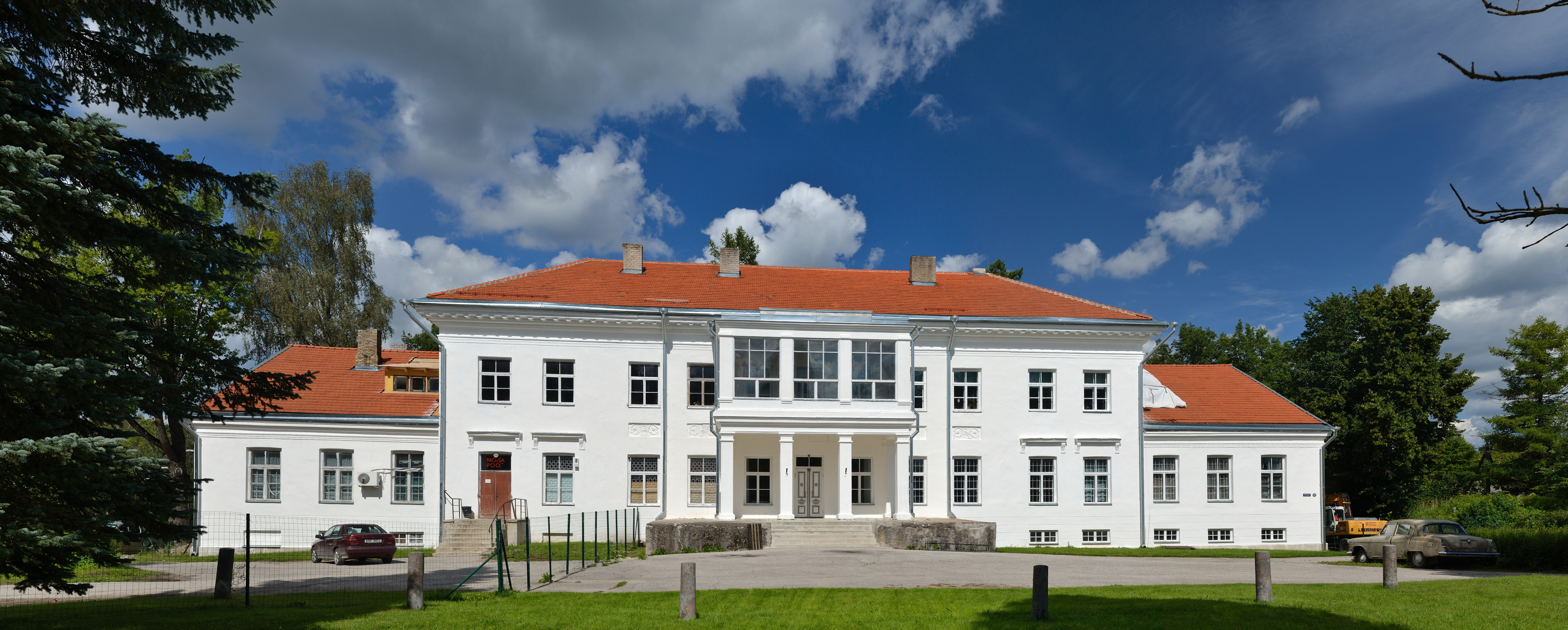
Kohila
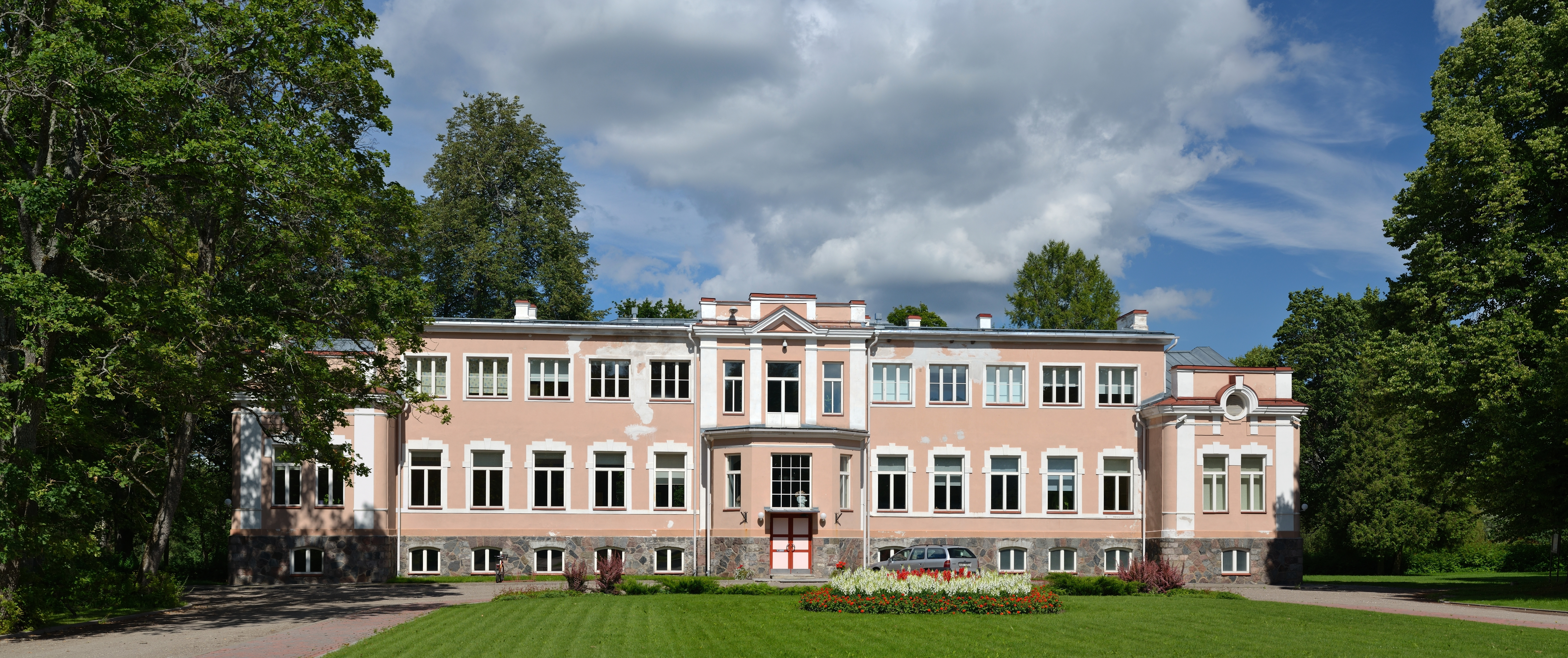
Tohisoo
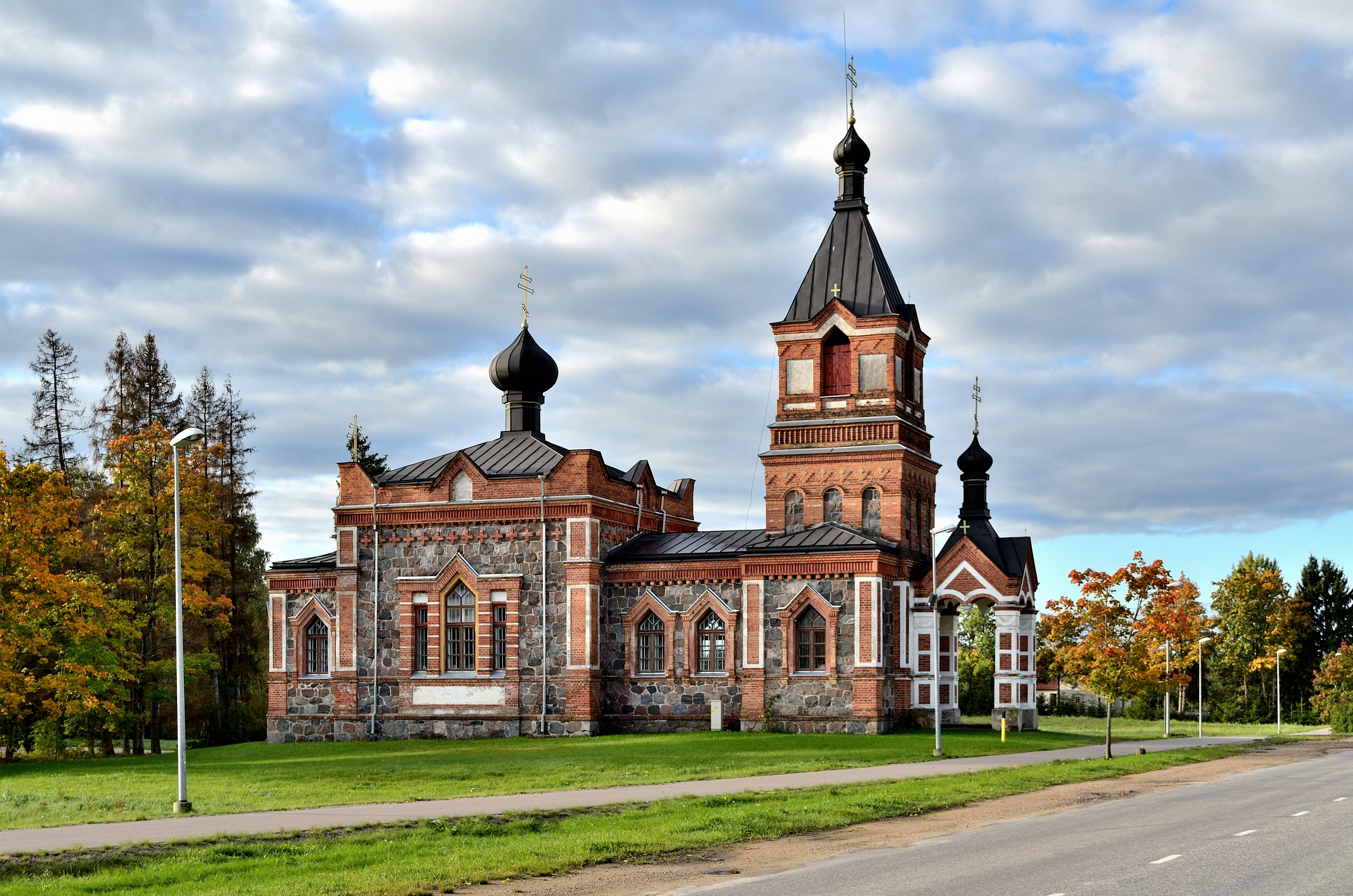
Kohila
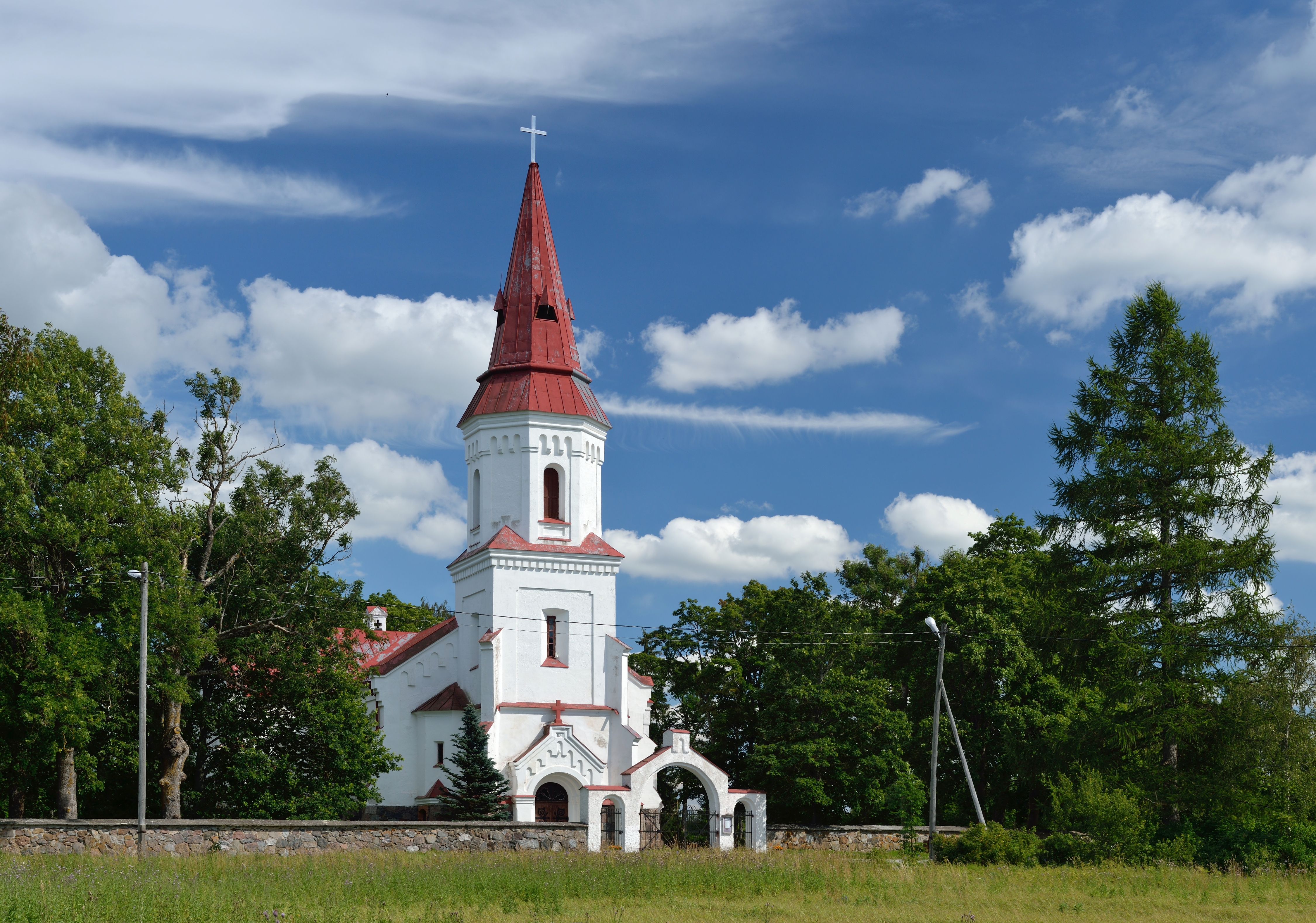
Hageri
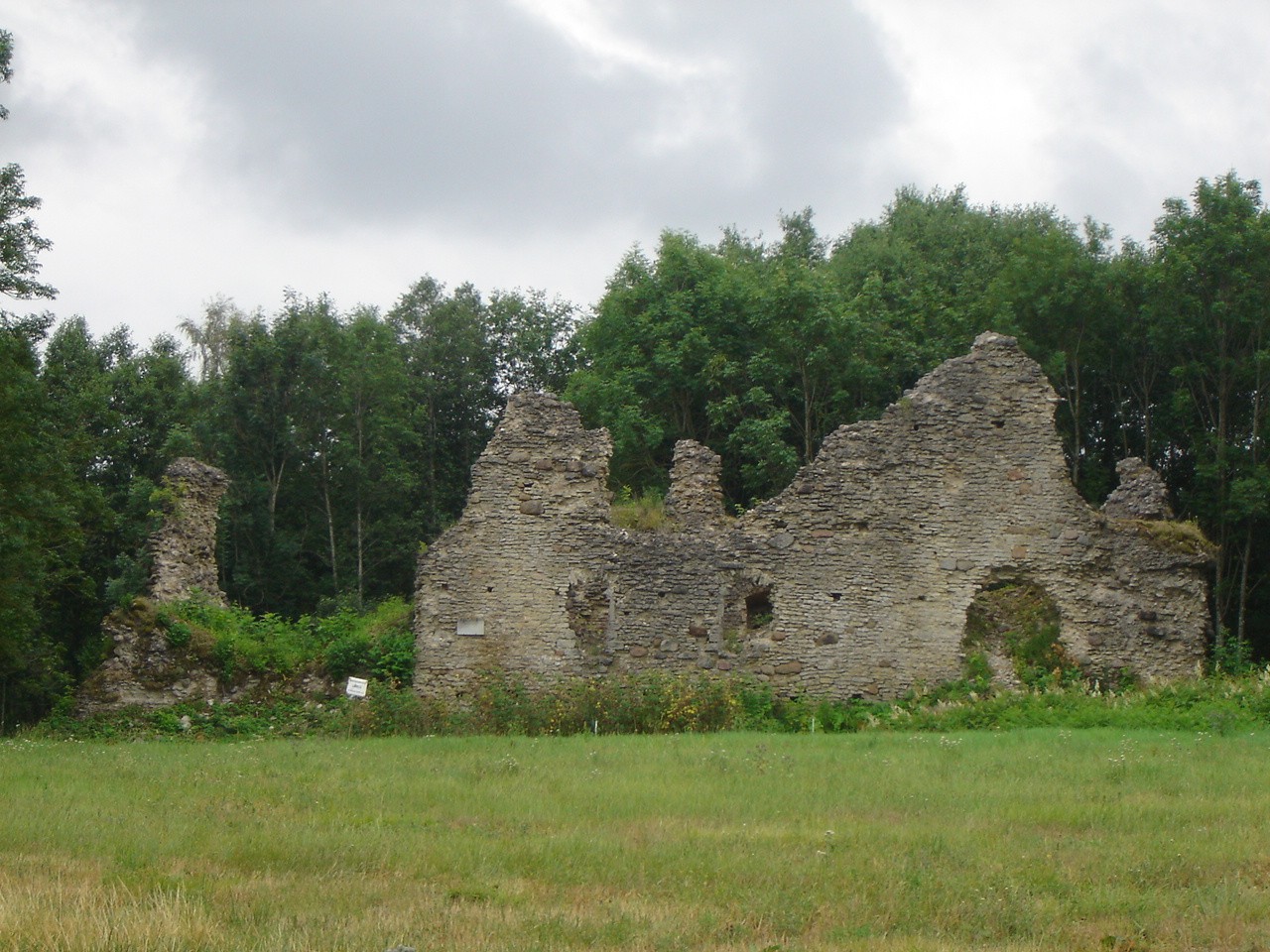
Angerja
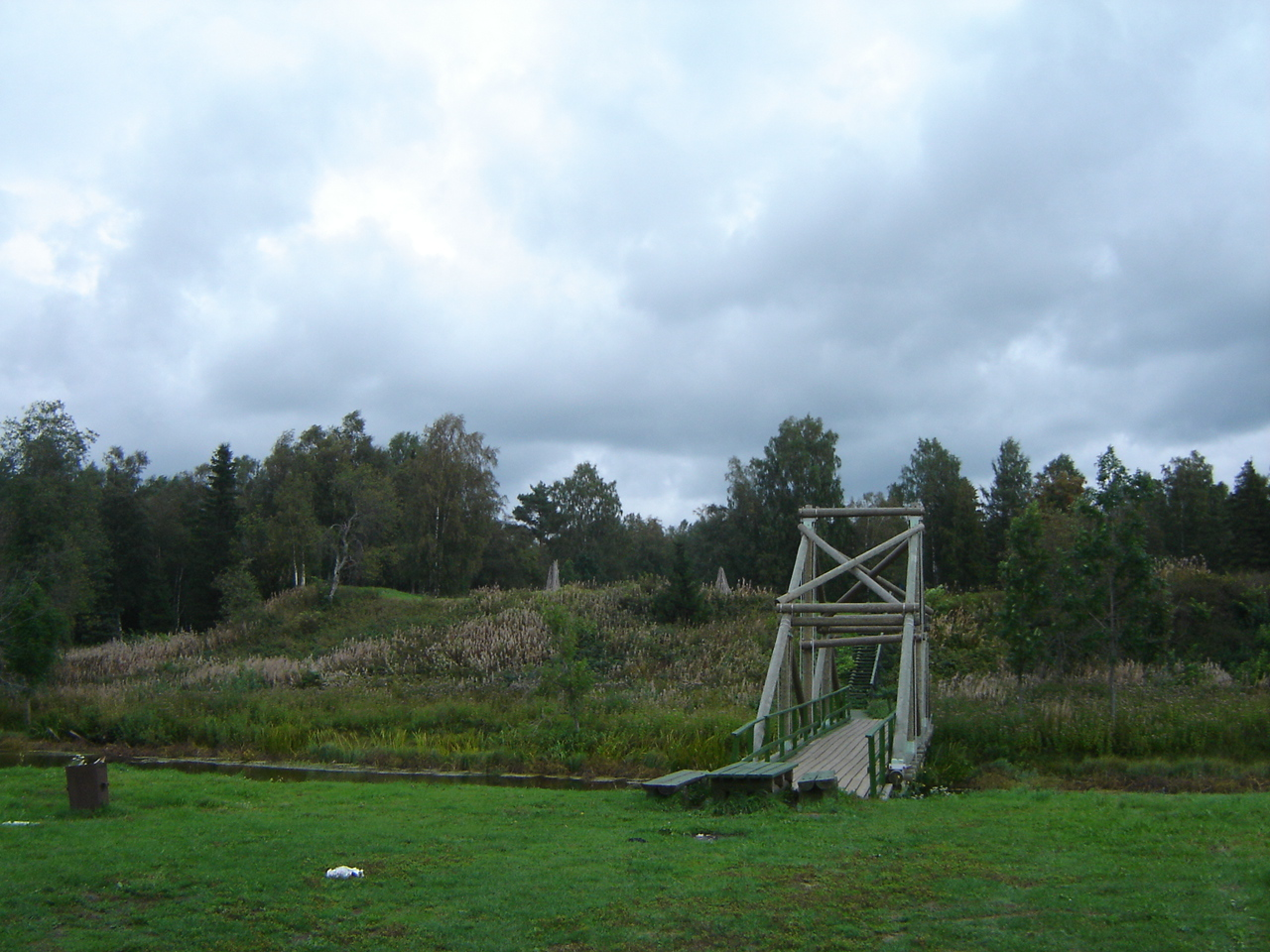
Lohu
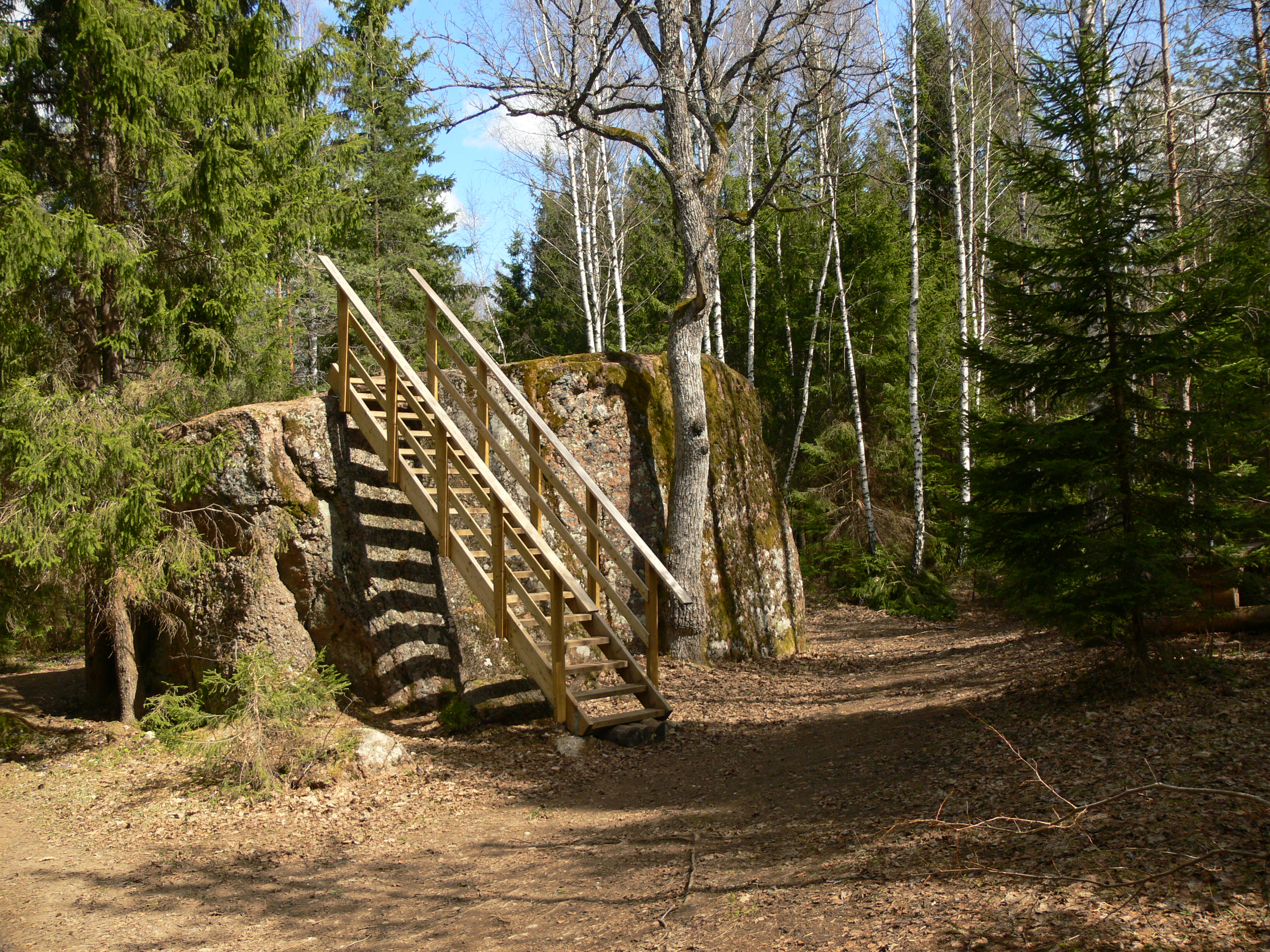
Pahkla